# یواس‌اس هال (دی‌دی-۳۳۰)
یواس‌اس هال (دی‌دی-۳۳۰) (به انگلیسی: USS Hull (DD-330)) یک کشتی بود که طول آن ۹۵٫۸۳ متر (۳۱۴٫۴ فوت) بود. این کشتی در سال ۱۹۲۱ ساخته شد.